# Fernand Delosch
Fernand Delosch (geboren 1970 in Clervaux) ist ein luxemburgischer Sänger und Schauspieler.

## Leben und Karriere
Fernand Delosch, der aus einer musikalischen Familie stammt, erlernte in Ettelbrück den Beruf des Krankenpflegers und arbeitete dort im Hôpital St. Louis und in einem „Centre des grands brûlés“ für die Versorgung von schwerstverletzten Brandopfern in der Schweiz. 1994 entschied er sich, seinen Krankenpflegeberuf aufzugeben. Er erhielt ein Stipendium an der Stage School in Hamburg, wo er nach drei Jahren seinen Abschluss als Bühnendarsteller machte.
Seine Bühnenkarriere begann er in verschiedenen Theaterstücken und Musicals in Hamburg, u. a. in der Hamburger Mozart!-Produktion. Es folgten Musicalengagements in Bremen, Füssen, Stuttgart, Essen und Saarbrücken. Ab Juli 2006 sang er in Essen die Titelrolle im Musical Das Phantom der Oper. Zu seinem Repertoire gehören neben dem „Phantom“ weitere dramatische Musicalhauptrollen wie z. B. Wolfgang Amadeus Mozart in Mozart!, Luigi Lucheni in Elisabeth und Frank Crawley in Rebecca.
Seit 2009 ist er bei den Vereinigten Bühnen Wien mit einem Festvertrag als Sänger und Schauspieler angestellt.
2011 gastierte er am Stadttheater St. Gallen in Rebecca. Im Sommer 2013 sang er bei den Schlossfestspielen Ettlingen die Titelrolle im Musical Sweeney Todd.
Zu Deloschs weiteren Produktionen an den Vereinigten Bühnen Wien gehörten u. a. Der Besuch der alten Dame (2014), Mary Poppins (2014, als Cover George Banks), Evita (2016, als Cover Juan Perón), Schikaneder (2016), Don Camillo & Peppone (2017) und Tanz der Vampire (2017).
Seit 2011 ist Delosch bei den Vereinigten Bühnen Wien auch als Betriebsrat tätig. Er lebt in Wien.